# Zulfiqar Mirza
Zulfiqar Mirza, mit vollem Namen Zulfiqar Ali Mirza, (* 12. Januar 1954 in Hyderabad) ist ein pakistanischer Politiker. Er ist Mitglied der Pakistanischen Volkspartei und Innenminister der Provinz Sindh.

## Biografie
Mirza wurde im Jahr 1954 in Hyderabad geboren. Er studierte am Liaquat Medical College in Jamshoro und machte den Abschluss als Agrikulturist, Doktor und Industrialist. Er wandte sich schließlich der Politik zu und trat der pakistanischen Volkspartei bei. Von 1993 bis 1996 war er Abgeordneter in der Nationalversammlung und nahm in den Jahren 1994 und 1995 an den Konferenzen der internationalen medizinischen Parlamentarier in Frankreich und Thailand teil. Er wurde außerdem Mitglied der Provincial Assembly of Sindh. So wurde er auch zum Innen- und Umweltminister der Provinz Sindh gewählt.
Er ist mit Fahmida Mirza verheiratet, die 2008 zur ersten weiblichen Parlamentssprecherin in der Pakistanischen Nationalversammlung gewählt wurde. Gemeinsam haben sie vier Kinder.